# José Paulo Lanyi
José Paulo Lanyi é um escritor, cineasta, roteirista, produtor, jornalista, crítico, dramaturgo, ator e compositor brasileiro. Radicado em São Paulo (cidade) desde a sua adolescência, é autor de uma obra que busca a reflexão persistente sobre os impulsos, as realizações e as implicações do uso do poder, com ênfase no indivíduo. Considerado um escritor e jornalista polêmico, seja em razão da presença de elementos estéticos surrealistas que permeiam a sua criação, seja por seu desprezo às convenções intelectuais e aos clamores da opinião pública, Lanyi tem priorizado, desde 2009, a arte cinematográfica.

## Literatura e Teatro
É autor do romance “Calixto-Azar de Quem Votou em Mim” (O Artífice/MHW) e do romance cênico “Deus Me Disse que Não Existe” (O Artífice/MHW), considerado por ele o exercício de um novo gênero literário que alia o teatro ao romance. Em 2018, este livro foi republicado pela editora portuguesa Chiado. Ele está catalogado em bibliotecas de grandes universidades internacionais, como Harvard, Yale, Oxford, Cambridge, Pisa, Bolonha, Edimburgo e Tóquio, entre outras. 
Dramaturgo, Lanyi publicou, pela Imprensa Oficial do Estado de São Paulo, sua peça “Quando Dorme o Vilarejo”, reconhecida em 2002 com o Prêmio Vladimir Herzog de Anistia e Direitos Humanos, concedida pelo Sindicato dos Jornalistas Profissionais no Estado de São Paulo. 
O texto, de inspiração surrealista, conta a história de um povoado cujos moradores ficam felizes ao saber que serão enforcados pela comunidade em que vivem. A peça foi encenada com o apoio da ONU no Teatro São Bento, em São Paulo, em 10 de dezembro de 2008, Dia Internacional dos Direitos Humanos, data em que se comemoraram os 60 anos da Declaração Universal dos Direitos Humanos. Escreveu, ainda, as comédias “Klaus Baumer” (com Sergio Carvalho Filho), “A Masmorra” (com Fernando Mariz Masagão e Carvalho Filho), “O Artista Joseval”, a peça infantil “Por onde andará Peter Pan” (com Mariz Masagão) e a histórica "Maquiavel, O Homem por Trás do Mal". De acordo com o jornalista e escritor Pedro J. Bondaczuk, "[Lanyi] transita com a mesma naturalidade e, o que é mais raro, originalidade, por todos os gêneros literários".
É autor e produtor, com Geisa Tavares Lanyi, da peça "Psiu!", comédia que critica vizinhos invasivos, barulhos das ruas e obras invasivas das construtoras, um espetáculo sobre poluição sonora dirigido por Lucián'a Stipp com Felipe Reis e Marianna Troccoli.

## Pioneirismo na web
Lanyi é um dos pioneiros da teledramaturgia na Internet.. Em parceria com o autor e diretor Leandro Barbieri, com a diretora Silvia Cabezaolias e com o jornalista e empresário da televisão Alberto Luchetti Neto, criou a primeira novela da Internet, “Umas e Outras”, veiculada pela allTV em 2005. Ele apresentou programas interativos inéditos exibidos logo após a apresentação de cada capítulo da trama. O feito do grupo foi reconhecido pela Associação dos Pioneiros, Profissionais e Incentivadores da Televisão Brasileira (Pró-TV), presidido pela atriz Vida Alves, e por publicações especializadas e diversos jornais, revistas e portais brasileiros e do exterior. Como ator, participou de várias webnovelas de Barbieri. Além de uma ponta em “Umas e Outras”, atuou em “Alô, Alô Mulheres”, “Nos Tempos da Garoa”, “Virados pra Lua” e “Molho Madeira”, todas veiculadas pelo site de webdramaturgia Spetáculos, de Barbieri e de Cabezaolias. Trabalhou, ainda, em “Retrato da Lapa”
, considerada pela Pró-TV a primeira novela universitária da TV a cabo brasileira. É também pioneiro do webjornalismo. Integrou a equipe fundadora da primeira televisão da internet, a allTV. O trabalho rendeu à equipe, em 2005, a maior distinção de seu meio, o Prêmio Esso, por Melhor Contribuição ao Telejornalismo. No portal “Comunique-se”, Lanyi criou o “Literário”, segmento em que jornalistas e estudantes publicam os seus textos de ficção.

## Cinema
Em 2009, ingressou na Escola de Cinema, em São Paulo, onde estudou roteiro, produção, fotografia, iluminação, áudio, montagem, edição, direção e atuação —os dois últimos, no curso Actor Studio SP Brasil, cujo conteúdo é inspirado nos cursos dos fundadores do lendário Actors Studio de Nova York. Também estudou direção de arte com Monica Palazzo ("A Guerra dos Vizinhos”, de Rubens Xavier, “Nossa Vida Não Cabe num Opala”, de Reinaldo Pinheiro, “Fim da Linha” de Gustavo Steinberg) na Academia Internacional de Cinema (AIC).
Dirigiu em 2009 o seu primeiro filme, o curta-metragem "Olha o Aviãozinho", com roteiro de Amanda Maya, apresentado para público interno, em São Paulo, no 1º Showcase Actor Studio SP Brasil. Lanyi compôs, com o músico paulista Flávio Villar Fernandes, a trilha sonora da obra.
Também escreveu, em princípio como uma ideia para uma minissérie de TV da internet, o roteiro "Vida a Três", que acabou sendo adaptado para o cinema. O roteiro resultou no média-metragem "Vida a Tr3s", dirigido por Manoel Lima.
Integrou a equipe dos curtas "Animê", de Renata Neumann (2009, continuista), "Olé", de Paulo Modolo (2009, continuista), "A Luta", de Juliana Asdurian e de Alena Barros  (2009, produtor de elenco e assistente de produção de arte), "Na Hora do Aperto" (2010, câmera), de Luiz Carlos S. Matos, "O Urologista", de Jhonn Jones (2010, câmera), "O Resgate", de Guilherme Araújo (2010, diretor de fotografia, ao lado de Thiago Benatti) e "Aline Alone" (2010), de Diego Freitas (trilha sonora original, com Flávio Villar Fernandes). "O Resgate" e "A Luta" foram exibidos em junho de 2010 no Cine Belas Artes, em São Paulo, na programação da 2ª Mostra Escola de Cinema. Também atuou no longa "Roteiros da Vida" (2008), de Antônio Xavier. Em julho de 2011, Lanyi deu aula como professor convidado do curso MBA em Bens Culturais, da Fundação Getúlio Vargas em São Paulo (FGV-SP). A ênfase de sua exposição foi sobre a produção de um longa-metragem, no contexto da produção cultural. Em março de 2013, proferiu a aula de roteiro "Três atos em detalhe" na Escola de Cinema, em São Paulo. Atualmente, tem se dedicado a longas-metragens. Lanyi foi um dos produtores executivos e um dos diretores (com Thiago Benatti) do making of do longa  Real- o plano por trás da história, sobre os bastidores da criação do Plano Real, adaptado da obra homônima (Record, 2006) do jornalista e escritor Guilherme Fiuza. Seu longa metragem sobre o Caso Bodega está em fase de projeto para captação. Lanyi também assina o roteiro de "Bodega" (título provisório).

## Jornalismo
Lanyi graduou-se em Jornalismo pela Faculdade Cásper Líbero, em 1993. Foi repórter de algumas das principais emissoras de rádio e televisão de São Paulo, entre elas, TV Bandeirantes, TV Manchete e CBN. Coordenou o jornalismo da sucursal paulistana da Radiobrás e foi editor da CNT. Na Rede Globo, coordenou, em São Paulo, a produção do "Jornal Hoje" e produziu o "SP-TV-1a Edição", além do "Jornal Nacional" e do "Bom Dia Brasil". Foi correspondente em Londres, onde fez reportagens para emissoras e publicações paulistas. Foi também editor de notícias do portal da Universidade Estadual Paulista Júlio de Mesquita Filho (Unesp). Colaborou com a BBC News Brasil e escreveu duas das reportagens mais lidas do veículo em 2016. Anos antes, em outubro de 1999, escreveu o último perfil em vida do dramaturgo Plínio Marcos. Com o título "O Andarilho da Corda Bamba",  o texto publicado na revista "CULT" número 27 tornou-se uma referência para acadêmicos que estudam o grande teatrólogo. Atualmente, Lanyi faz assessoria de comunicação e imprensa.

## Crítica de jornalismo
Membro da Associação Paulista de Críticos de Arte (APCA), tem exercido a crítica da mídia desde 1999. Foi colunista da revista "Imprensa" e dos portais “Comunique-se” (em que ganhou, em equipe, dois prêmios Ibest Imprensa”) e Observatório da Imprensa, espaço em que, depois de uma série de artigos que alertavam para o prejulgamento e, mais precisamente, para a precondenação de Thales Ferri Schoedl, realizou a primeira entrevista com o promotor, que acabaria sendo absolvido meses depois por 23 a 0 pelo Órgão Especial do Tribunal de Justiça de São Paulo. 
Em razão de seu conhecido rigor na apuração jornalística dos fatos jurídicos e policiais, Lanyi foi convidado para palestras na Escola Paulista da Magistratura, em São Paulo.
Também palestrou para os cursos de comunicação das universidades Mackenzie, Uninove, Unisa, Unip e para o Senac em São Paulo. 
Foi professor do curso de jornalismo da Universidade Guarulhos (SP) e da Universidade Santo Amaro (SP) e integrante de banca de telejornalismo da Faculdade Cásper Líbero (SP). 
Participou da comissão julgadora do Prêmio Vladimir Herzog de Anistia e Direitos Humanos (2009), do Prêmio Comunique-se, do GP Ayrton Senna de Jornalismo, do Prêmio APCA e do Prêmio Landell de Moura de Radiojornalismo (2019).
Com "Crítica de Jornalismo- Livro I" (Agbook, 2012), deu início à publicação de uma coletânea de artigos de sua autoria veiculados pelos portais Comunique-se e Observatório da Imprensa na primeira década do Século XXI. No prefácio da coleção, Moacir Japiassu, expoente da crítica jornalística brasileira, refere-se a Lanyi como "um mestre jovem e independente". A coleção foi republicada na Amazon pela Jornalistas&Cia Livros.

## Música
Lanyi compõe suas obras com o músico paulistano Flávio Villar Fernandes. Eles fizeram juntos a "Sinfonia Atlântica", peça longa em três movimentos pertencente ao universo experimental, e a trilha sonora original de dois curtas-metragens: "Olha o Aviãozinho", que o primeiro dirigiu, e "Aline Alone", de Diego Freitas.

## Livros publicados
LANYI, José Paulo. "Maquiavel, O Homem por Trás do Mal". Amazon, 2020.  
LANYI, José Paulo. “Deus Me Disse que Não Existe”. O Artífice/MHW, 2002/Chiado Editora, 2018.  
LANYI, José Paulo. "Calixto-Azar de Quem Votou em Mim". O Artífice/MHW, 2000/Agbook, 2014- edição revisada pelo autor/Amazon, 2018, id..  
LANYI, José Paulo. “Quando Dorme o Vilarejo”. Imprensa Oficial do Estado de São Paulo, 2002.   
LANYI, José Paulo. "Crítica de Jornalismo- Volume I". Agbook, 2012/Jornalistas&Cia Livros, 2018.
LANYI, José Paulo. "Crítica de Jornalismo- Volume II". Agbook, 2012/Jornalistas&Cia Livros, 2018
LANYI, José Paulo. "Crítica de Jornalismo- Volume III". Agbook, 2012/Jornalistas&Cia Livros, 2018
LANYI, José Paulo. "Crítica de Jornalismo- Volume IV". Agbook, 2013/Jornalistas&Cia Livros, 2018
LANYI, José Paulo. "Crítica de Jornalismo- Volume V". Agbook, 2013.
LANYI, José Paulo. "Balbúrdia Literária". Agbook, 2012/Amazon, 2020.
LANYI, José Paulo. "O Artista Joseval e Quando Dorme o Vilarejo". Agbook, 2012.
LANYI, José Paulo. "Vida a Três". Agbook, 2012.

## Prêmios
– Vladimir Herzog de Anistia e Direitos Humanos, categoria teatro, por "Quando Dorme o Vilarejo" (2002)
– Esso (em equipe), por Melhor Contribuição ao Telejornalismo – allTV (2005)
– Ibest Imprensa (em equipe)- Portal Comunique-se (2005)
– Ibest Imprensa (em equipe)- Portal Comunique-se (2006)